# Александър Волков (космонавт)
Вижте пояснителната страница за други личности с името Александър Волков.
Александър Александрович Волков е руски космонавт.
На 13 години Волков става свидетел на пътешествието на първия човек в космоса Юрий Гагарин и това го вдъхновява да стане космонавт. Шаблон:По-късно се присъединява към руската космическа програма и тренира за тестови космонавт.
Летял е на космическа станция Мир. Когато Съветския съюз се разпада през 1991 г. той и Сергей Крикальов са на борда на станцията и остават „последните граждани на Съветския съюз“ – заминават на мисия като съветски граждани, а се връщат като руски.
Александър Волков е награден с отличията Герой на Съветския съюз, Космически пилот на СССР, орден Ленин, орден Октомврийска революция и медала Златна звезда за кураж и героизъм по време на полетите си.
Работи като командир на космонавтския екип в Космонавтския тренировъчен център от януари 1991 до август 1998 г.
Баща е на Сергей Волков, който е първият от второ поколение космонавти, когато излита на борда на Союз ТМА-12 до Международната космическа станция.